# Седнівський полк
Седнівський полк — адміністративно-територіальна і військова одиниця Лівобережної України. Утворений 1659 року на території Седнівської сотні Чернігівського полку, як полк реєстрових козаків, адміністративний центр — місто Седнів (нині смт Чернігівського району Чернігівської області).

## Історія
Утворений на початку 1659 року промосковською старшиною Чернігівського полку на основі населення і території, що входили до складу Седнівської сотні. Полковником було призначено Григорія Ничипіра, який до цього був седнівським сотником. Однак вже наприкінці того ж року полк ліквідовано, а територія знову увійшла до складу Чернігівського полку як сотня. Населеними пунктами Седнівської волості Чернігівського повіту Чернігівського воєводства були Роїща, Тупичів, Клочків та Березна. Вони, ймовірно, й мали стати центрами сотень Седнівського полку.